# Барух Гольдштейн
Барух Гольдштейн (івр. ברוך קופל גולדשטיין; нар. 9 грудня 1956 — 25 лютого 1994) — єврейський лікар, що здійснив в 1994 році теракт в Печері Патріархів (Хеврон), під час якого було вбито 29 мусульман, що молилися в мечеті Ібрагіма (в Печері Патріархів), та понад 150 отримали поранення.

## Біографія
Народився в Брукліні у Нью-Йорку, в ортодоксальній єврейській сім'ї. Навчався в релігійній школі «Yeshiva of Flatbush». У 1977 році з відзнакою закінчив Єврейський університет міста Нью-Йорка, в якому вивчав медицину. У 1981 році закінчив Медичний коледж Альберта Ейнштейна, після чого два роки працював лікарем в бруклінській лікарні.
У 1982 році познайомився з рабином Мейром Кахане. Був членом Ліги захисту євреїв.
Після репатріації до Ізраїлю в 1983 році служив в армії лікарем, спочатку за призовом, потім як резервіст. Пішов в запас в чині майора. Після закінчення строкової служби Гольдштейн жив в поселенні Кір'ят-Арба, де працював лікарем. Був одружений, батько чотирьох дітей. Знаходився у виборчому списку від партії Ках під час виборів до кнесету одинадцятого скликання. Був обраний до міської ради Кір'ят-Арба від партії Ках, після вбивства раббі Кахане сприяв створенню меморіального парку його імені.

## Теракт
25 лютого 1994 о 5 годині ранку Гольдштейн увійшов в Печеру Патріархів (святе для кожного єврея і мусульманина місце, так як там поховані патріархи, шановані обома релігіями). У Печері Патріархів він зайшов в приміщення, що служить мечеттю, в своїй офіцерській армійській формі, роблячи вигляд, що він офіцер-резервіст, який перебуває при несенні служби. У той час в мечеті знаходилося 800 осіб, так як це був ранок п'ятниці, що передує Рамадану. Гольдштейн відкрив вогонь, убивши 29 осіб і поранивши 150. Гольдштейн був обеззброєний за допомогою вогнегасника (коли намагався перезарядити автомат), після чого його убили.
Могила злочинця стала місцем паломництва ізраїльтян, які дотримуються крайніх правих поглядів. На надгробному камені написано «Святий Барух Гольдштейн, який віддав своє життя за Тору, євреїв і націю Ізраїлю».

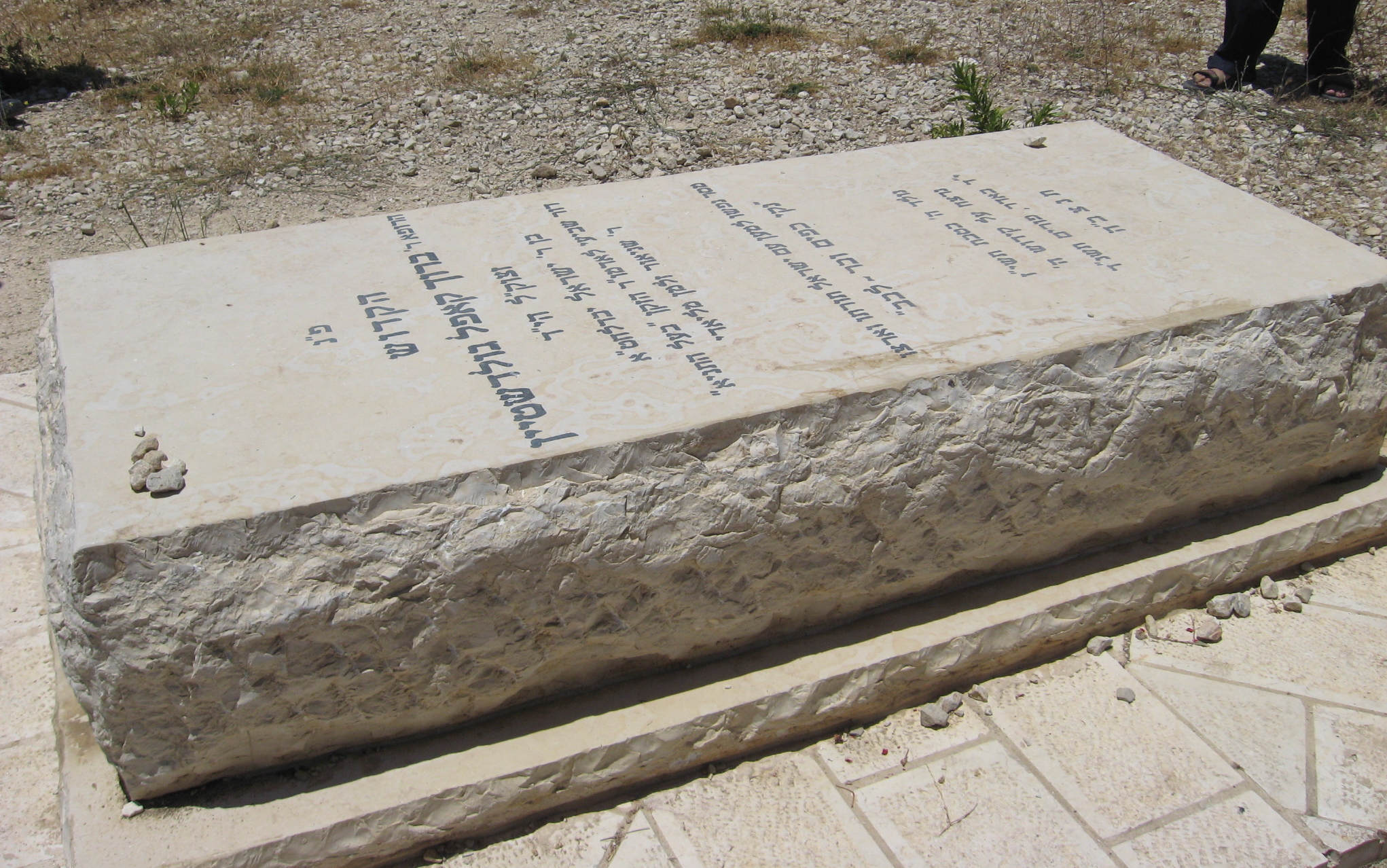
Могила Баруха Гольдштейна

Наслідком теракту стали заворушення в Хевроні, в яких загинули 9 євреїв і 25 палестинців.